# 幸せの時
『幸せの時』（しあわせのとき）は、八神純子の2作目のシングル。1975年2月10日に、キャニオン・レコード（現：ポニーキャニオン）内にかつて存在したレーベル″アードバーク″から発売された。

## 背景
表題曲「幸せの時」は、最初のシングルとなった「雨の日のひとりごと」と同様、八神が1974年10月につま恋エキジビションホールで開催された第8回ポピュラーソングコンテスト（ポプコン）に出場した際に歌唱した曲で、入賞曲に選出されている。八神は翌年に行われた第9回の同コンテストにも出場し、「幸せの国へ」を歌唱して優秀曲賞を獲得する。その後チリで開催された国際⾳楽祭にも参加した。
前作、本作とシングルレコードは2枚制作されたものの、厳格な家庭に生まれ育ったため10代でデビューすることを許可されず、本格的なデビューは20歳の誕生日である1978年1月5日まで3年近く待つこととなる。最初のポプコン出場から3年目に差しかかったある日八神は、もうコンテストには出られないことを関係者から告げられ、「私の人生終わったと思った」と言う。しかし20歳を迎えた頃、ポプコンを主催するYAMAHAから「本格的にやってみないか？」と声が掛かったとき、「（プロで音楽をやって行くという）そんな方向もあるのか」と初めて思ったと話している。

## 収録曲
SIDE A
幸せの時（4分25秒）
作詞・作曲：八神純子 / 編曲：萩田光雄
SIDE B
私だけのあなた（3分10秒）
作詞・作曲：八神純子 / 編曲：小林南

## 発売履歴
| 地域 | 発売日        | レーベル                   | 規格                   | 規格品番 |
| ---- | ------------- | -------------------------- | ---------------------- | -------- |
| 日本 | 1975年2月10日 | AARD-VARK                  | シングル・レコード     | AV-51    |
| 日本 | 2023年3月30日 | Yamaha Music Entertainment | デジタル・ダウンロード |          |